# Scatella mauiensis
Scatella mauiensis är en tvåvingeart som först beskrevs av Wirth 1948.  Scatella mauiensis ingår i släktet Scatella och familjen vattenflugor. Inga underarter finns listade i Catalogue of Life.